# Cernotina sexspinosa
Cernotina sexspinosa är en nattsländeart som beskrevs av Oliver S. Flint Jr. 1983. Cernotina sexspinosa ingår i släktet Cernotina och familjen fångstnätnattsländor. Inga underarter finns listade i Catalogue of Life.